# Żabia Szczerba
Żabia Szczerba (słow. Žabia štrbinka, ok. 2111 m) – wąska i głęboko wcięta przełączka między Żabim Mnichem (2146 m) a Żabim Kapucynem (ok. 2138 m) w Tatrach Polskich. Znajduje się w południowo-zachodniej, opadającej do Czarnostawiańskiego Kotła grani Żabiego Mnicha. Z Żabiej Szczerby prowadzi jedyna łatwa droga na Żabiego Kapucyna. Z przełączki na obydwie strony opadają bardzo strome i głębokie kominy; ten opadający na północny zachód to Komin Świerza.
Najczęściej używaną drogą zejścia z Żabiego Kapucyna jest droga nr 1. Zaraz poniżej przełączki jest zamontowane stanowisko zjazdowe.

## Drogi wspinaczkowe
1. Południowo-wschodnim kominem (Kominem Świerza); I w skali tatrzańskiej, 15 min, w kominie ciasne zapieraczki
2. Północno-zachodnim kominem; III, 2 godz.[2]

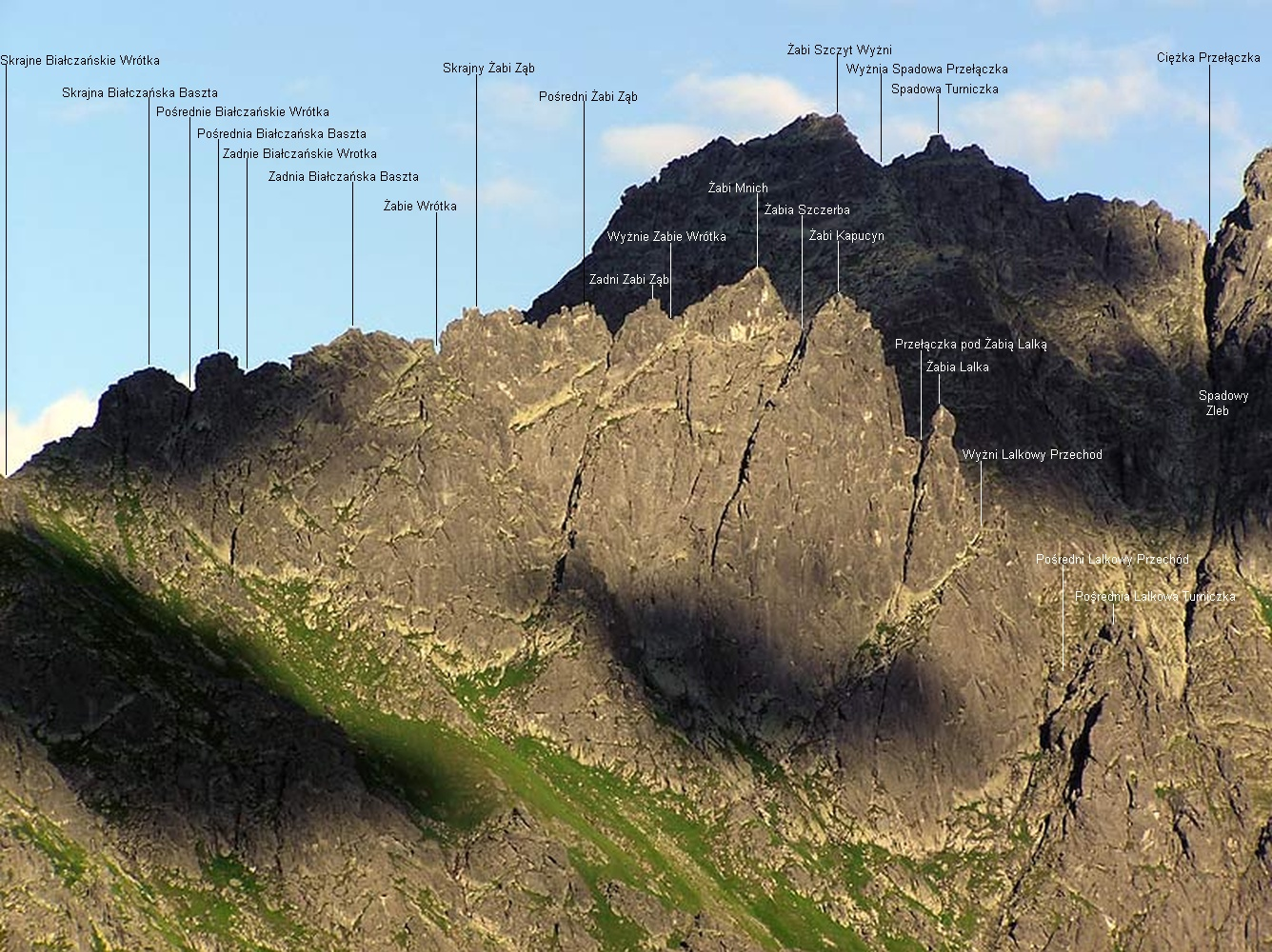
Widok od zachodu